# Tajga (město)
Tajga (rusky Тайга) je město v Kemerovské oblasti v Ruské federaci. Při sčítání lidu v roce 2010 měla přes pětadvacet tisíc obyvatel.

## Poloha a doprava
Tajga leží u severního okraje Kemerovské oblasti nedaleko hranice s Tomskou oblastí.  Od Kemerova, správního střediska své oblasti, je vzdálena přibližně devadesát kilometrů severozápadně a od Tomsku, správního střediska sousední Tomské oblasti, přibližně pětasedmdesát kilometrů jihovýchodně. 
Jedná se o důležitý železniční uzel. Zdejší železniční stanice Tajga-glavnaja leží na Transsibiřské magistrále a odbočuje zde trať přes Tomsk a Asino do stanice Belyj Jar.

## Dějiny
Tajga byla postavena v rámci stavby Transsibiřské magistrály a dokončení zdejšího úseku a odbočky do Tomsku v roce 1898 je považováno za její rok založení. Od roku 1925 je městem.

### Rodáci
- Inna Vladimirovna Makarovová (1926–2020), herečka